# Charlie Thomson (Fußballspieler, 1930)
Charles Richard „Charlie“ Thomson, auch bekannt als „Chic“ Thomson (* 2. März 1930 in Perth; † 6. Januar 2009 in Nottingham), war ein schottischer Fußballtorhüter. Er gewann 1955 mit dem FC Chelsea die englische Meisterschaft, bestritt dabei 16 Ligaspiele und stand vier Jahre später für Nottingham Forest beim Gewinn des FA Cups zwischen den Pfosten.

## Sportlicher Werdegang
Thomson begann seine Torhüterlaufbahn als Profi in der schottischen Heimat beim FC Clyde. Den Wechsel im Oktober 1952 zum englischen Erstligisten FC Chelsea hatte er dann jedoch den guten Leistungen während der Wehrdienstzeit zu verdanken. Dort entdeckte ihn Ted Drake, der damals noch Trainer des FC Reading war. Als Drake bei den „Blues“ anheuerte, gehörte Thomson zu seinen ersten Neuverpflichtungen. Die Ablösesumme für „Chic“, wie Thomson genannt wurde, betrug 5.000 Pfund und im restlichen Verlauf der Saison 1952/53 absolvierte der Neuzugang 22 Pflichtspiele.
An dem folgenden sportlichen Aufwärtstrend des Vereins hatte Thomson zunächst nur einen kleineren Anteil, da sein Konkurrent Bill Robertson zum Stammkeeper aufstieg. Nach einer knapp elfmonatigen Pause kehrte er dann am 22. Januar 1955 in die Stammformation zurück und mit insgesamt 16 Ligaeinsätzen war maßgeblich dafür mitverantwortlich, dass Chelsea die englische Meisterschaft gewann. Höhepunkt war dabei seine Darbietung am 9. April 1955 im Duell gegen den direkten Konkurrenten Wolverhampton Wanderers, bei dem er gegen Johnny Hancocks den 1:0-Sieg rettete. Der sportliche Durchbruch in London blieb ihm jedoch weiter verwehrt und gut zwei Jahre später wechselte Thomson zu Nottingham Forest.
Thomson war vier Jahre erste Wahl als Torhüter von Nottingham Forest. Dabei absolvierte er 121 Ligaspiele und 1959 gewann er mit „Forest“ nach einem 2:1-Finalsieg gegen Luton Town den FA Cup. Auch nach dem Ende seiner Fußballerlaufbahn lebte er weiter in Nottingham, wo er dann Anfang 2009 schließlich verstarb.

## Titel/Auszeichnungen
- Englische Meisterschaft (1): 1955
- Englischer Pokal (1): 1959